# 팔식
8식(八識, 산스크리트어: aṣṭavijñāna, astau vijñānāni, 영어: Eight Consciousnesses) 또는 8식신(八識身)은 대승불교의 유식유가행파와 법상종에서 마음(즉 심왕, 즉 심법)을 구성하고 있다고 보는 안식 · 이식 · 비식 · 설식 · 신식 · 의식 · 말나식 · 아뢰야식의 8가지의 식(識)을 말한다. 8식은 유식유가행파와 법상종의 5위 100법의 법체계에서 5위, 즉 심법(心法: 8가지) · 심소법(心所法: 51가지) · 색법(色法: 11가지) · 심불상응행법(心不相應行法: 24가지) · 무위법(無爲法: 6가지)의 5가지의 그룹들[五位] 가운데 첫 번째 그룹인 심법을 이룬다.
마음(즉 심왕, 즉 심법)이 8식으로 나뉜다는 견해는, 8식을 그대로 인정하거나 8식에 암마라식(菴摩羅識) 또는 무구식(無垢識)을 더한 9식(九識)을 세우는 등 다소간의 차이가 있지만 8식을 받아들인다는 면에서 보면, 유식유가행파와 법상종뿐만 아니라 화엄종 · 천태종 · 선종 등 대승불교 전반에서 받아들이고 있는 견해이다. 이에 대해 부파불교의 설일체유부와 상좌부불교 등에서는 마음이 안식 · 이식 · 비식 · 설식 · 신식 · 의식의 6가지 식(識), 즉 6식(六識)으로 이루어져 있다는 견해를 가지고 있다.
그리고 부파불교에서는 마음(즉 심왕, 즉 심법)은 본래 1가지로 단일한 것이지만 그 발동 근거인 6경과 6근에 따라 나뉜다고 본다. 즉 마음의 체(體)가 하나라고 본다. 이에 비해 대승불교의 유식유가행파에는 마음 즉 8식의 체가 하나라는 식체일설(識體一說)의 견해와 8식 각각에는 별도의 체가 있다는 식체별설(識體別說)의 견해가 있다. 전자의 식체일설은 안혜 계통의 무상유식파(無相唯識派)의 견해이고, 후자의 식체별설은 호법 계통의 유상유식파(有相唯識派)와 중국의 법상종의 견해이다.

## 용어

### 전5식·후3식
8식 중에서의 앞의 5가지 식, 즉 안식 · 이식 · 비식 · 설식 · 신식을 전5식(前五識) 또는 5식(五識)이라 하며, 뒤의 3가지 식, 즉 의식 · 말나식 · 아뢰야식을 후3식(後三識)이라 한다. 전5식은 색(물질)을 인식대상으로 하는 식(識)으로, 그 인식대상들을 각각 색경(색깔, 모양, 크기) · 성경(소리) · 향경(냄새) · 미경(맛) · 촉경(감촉)이라 하며 이들을 5경(五境)이라 한다. 후3식 중 의식(意識)은 5경(五境)에 법경(法境)을 더한 6경(六境)을 인식대상으로 하는 식으로 제6의식이라고도 불리는데, 제7식인 말나식(末那識)에 근거하여 생겨나는 식이며, 다시 말나식은 제8식인 아뢰야식(阿賴耶識)을 근거하여 생겨나는 식이다.

### 전6식
8식 중 말나식과 아뢰야식을 제외한 안식 · 이식 · 비식 · 설식 · 신식 · 의식을 전6식(前六識)이라고도 한다.

### 7전식·전식·전7식
유식유가행파와 법상종 등 대승불교에서는 안식 · 이식 · 비식 · 설식 · 신식 · 의식 · 말나식의 7식(七識) 즉 7가지의 식은 모두 제8식인 아뢰야식으로부터 생긴 것 또는 아뢰야식이 전변하여 나타난 것이라고 하여, 이들을 통칭하여 7전식(七轉識) 또는 전식(轉識)이라 부른다. 또한 이들 7가지 식들을 전7식(前七識)이라고도 한다.
한편, 미륵 → 무착 → 세친 → 덕혜(德慧, Gunamati: 5세기 후반~6세기 전반) → 안혜(安慧, Sthiramati: 475~555 또는 510~570) → 진제(眞諦: 499~569)의 섭론종으로 이어진 무상유식파(無相唯識派)의 논서들에서 전식(轉識)은 제7 말나식을 제외한 전6식(前六識)만을 의미한다.

## 식의 명명법
8식 중 안식(眼識) · 이식(耳識) · 비식(鼻識) · 설식(舌識) · 신식(身識) · 의식(意識)의 6식은 모두 각자의 소의근(所依根), 즉 안근(眼根) · 이근(耳根) · 비근(鼻根) · 설근(舌根) · 신근(身根) · 의근(意根)을 따라 그 이름이 세워진 식(識)들이다. 달리 말하면, 본래 1가지로 단일한 마음(즉 심왕, 즉 심법)을 구분할 때 소의근에 따라 6가지 식(識)으로 구분한 것이다.
8식 중 말나식(末那識)과 아뢰야식(阿賴耶識)은 그 본질적 성질 즉 자성(自性)에 따라 이름이 붙여진 식(識)들이다. 말나식(末那識)의 본질적 성질은 언제나 심세하게 생각하는 것[恆審思量]으로, 이것을 전통적인 용어로는 사량(思量) 또는 의(意)라고 하며, 이 두 낱말은 모두 산스크리트어 마나스(manas)를 의역한 것이며 마나스를 음역하여 말나(末那) 또는 말나식(末那識)이라 한다. 아뢰야식(阿賴耶識)의 본질적 성질은 인과의 종자를 함장하고 인연에 따라 그 종자를 현행 상태로 일으키는 것으로, 이것을 전통적인 용어로는 집기(集起: 쌓고 일으킴) 또는 심(心)이라고 하며, 이 두 낱말은 모두 산스크리트어 치타(citta)를 의역한 것이며, 이러한 성질을 가진 식을 아뢰야(阿賴耶) 또는 아뢰야식(阿賴耶識)이라 한다.

## 전5식과 의식
안식(眼識) · 이식(耳識) · 비식(鼻識) · 설식(舌識) · 신식(身識)을 전5식(前五識)이라고 하며, 의식(意識)을 제6식(第六識), 제6 의식(第六意識) 또는 제6의식(第六意識)이라고도 한다.
대승불교의 8식 중 앞의 6식의 경우, 즉, 전5식과 의식(즉, 제6의식)의 경우, 이들 6식이 아뢰야식과 말나식을 근거로 하여 전개된다고 대승불교에서는 주장한다는 점을 제외한다면 비록 이 차이가 사상적인 면에서 아주 커다란 차이이기는 하지만, 이들 6식의 성질과 작용에 대한 대승불교의 견해는 부파불교의 6식에 대한 견해와 별다른 차이가 없다.

### 자성분별·계탁분별·수념분별
부파불교의 설일체유부에 따르면, 전5식(前五識)은 심(尋)과 사(伺)의 마음작용을 본질로 하는 감성적 인식(感性的認識)이며, 감성적 인식을 전통적 용어로 '인식대상의 자성(自性: 본질적 성질, 예를 들어, 빨간색의 경우 빨간색 그 자체 또는 노란색의 경우 노란색 그 자체)을 분별(지각)하는 것'이라는 뜻에서 자성분별(自性分別)이라고 한다. 여기서, 심(尋)의 마음작용은 거친 살펴봄의 마음작용 즉 개괄적으로 사유하는 마음작용으로 이 작용을 전통적인 용어로는 심구(尋求: 찾고 탐구함)라고 한다. 그리고 사(伺)의 마음작용은 정밀한 살펴봄의 마음작용 즉 세밀하게 고찰하는 마음작용으로 이 작용을 전통적인 용어로는 사찰(伺察: 정밀하게 살펴봄)이라 한다.
이에 대해, 의식(意識), 즉 제6의식(第六意識)은 혜(慧: 판단)의 마음작용을 본질로 하는 오성적 인식(悟性的認識)이며 또한 염(念: 기억)의 마음작용을 본질로 하는 기억(記憶) 또는 재인식(再認識)이다. 오성적 인식을 전통적 용어로 '헤아리고 판단하여[計度] 분별한다'라는 뜻에서 계탁분별(計度分別)이라 하며, 기억 또는 재인식을 전통적 용어로 '기억[念] 또는 재인식[念]을 바탕으로 분별한다'라는 뜻에서 수념분별(隨念分別)이라 한다.

### 무분별·유분별
전5식은 감성적 인식일 뿐이기 때문에 완전한 인식이라고 할 수 없으며 또한 혜(慧: 판단)의 작용은 없고 심(尋)과 사(伺)의 작용만 있기 때문에 대상에 대한 불확정적인 인식 또는 앎이다. 불확정적인 인식 또는 앎을 전통적인 용어로 '[확정적인] 분별, 식별, 요별 또는 앎이 없다'는 뜻에서 무분별(無分別)이라 한다. 여기에 의식 즉 제6의식의 오성적 인식과 기억 또는 재인식이 더해짐으로 마음(6식 또는 8식, 즉 심왕, 즉 심법)은 비로소 대상에 대해 확정적인 인식 또는 앎을 가지게 된다. 확정적인 인식 또는 앎을 전통적인 용어로 '[확정적인] 분별, 식별, 요별 또는 앎이 있다'는 뜻에서 유분별(有分別)이라 한다. 한편, 전5식의 본질적 성질로서의 무분별(無分別: 불확정적인 인식)은 반야바라밀다의 무분별지(無分別智)와는 완전히 다른 것이므로 혼동하지 않아야 한다.
설일체유부의 논사인 제바설마(提婆設摩)는 《아비달마식신족론》에서 무분별(無分別) 즉 불확정적인 앎(요별)으로서의 전5식과 유분별(有分別) 즉 확정적인 앎(요별)으로서의 제6의식의 차이에 대해, 그리고 정신적 대상(즉 법경)을 인식하고 정신적 행위(즉 법경에 대한 작용)를 행하는 제6의식에 대해 다음과 같이 자세히 설명하고 있다.
有六識身。謂眼識耳鼻舌身意識。

眼識唯能了別青色。不能了別此是青色。意識亦能了別青色。乃至未能了別其名。不能了別此是青色。若能了別其名。爾時亦能了別青色。亦能了別此是青色。如青色黃赤白等色亦爾。

耳識唯能了別聲。不能了別此是聲。意識亦能了別聲。乃至未能了別其名。不能了別此是聲。若能了別其名。爾時亦能了別聲。亦能了別此是聲。

鼻識唯能了別香。不能了別此是香。意識亦能了別香。乃至未能了別其名。不能了別此是香。若能了別其名。爾時亦能了別香。亦能了別此是香。

舌識唯能了別味。不能了別此是味。意識亦能了別味。乃至未能了別其名。不能了別此是味。若能了別其名。爾時亦能了別味。亦能了別此是味。

身識唯能了別觸。不能了別此是觸。意識亦能了別觸。乃至未能了別其名。不能了別此是觸。若能了別其名。爾時亦能了別觸。亦能了別此是觸。

意識亦能了別諸法。

謂或執為我。或執我所。或執為斷或執為常。或撥無因。或撥無作。或復損減。

或執為尊。或執為勝。或執為上。或執第一。或執清淨。或執解脫。或執出離。

若惑若疑。若猶豫。若貪若瞋。若慢若癡。若麤若苦。若障若靜。若妙若離。若如病若如癰。若如箭若惱害。若無常若苦若空若無我。

若於因謂因謂集謂生謂緣。若於滅謂滅謂靜謂妙謂離。若於道謂道謂如謂行謂出。

若有因若有起若有是處。若有是事。若如理所引了別。若不如理所引了別。若非如理所引。非不如理所引了別。
— 《아비달마식신족론》, 제6권, 〈4. 소연연온(所緣緣蘊)〉. 한문본

여섯 가지 식신[六識身]이 있으니, 이른바 안식과 이식ㆍ비식ㆍ설식ㆍ신식 및 의식이다.

안식(眼識)은 오직 파란색[靑色]만을 요별(了別)할 뿐이며 ‘이것은 파란색이다’라고는 요별하지 못한다.
의식[意識] 또한 파란색을 요별하는데 그러나 아직 그 이름을 요별하기 전이면 ‘이것은 파란색이다’라고는 요별하지 못한다. 만일 그 이름을 요별할 수 있게 되면, 그때에는 비로소 파란색도 요별할 수 있고 또한 ‘이것은 파란색이다’라고도 요별할 수 있다.
마치 파란색과 같아서 노란색ㆍ붉은색ㆍ흰색 등에 있어서도 또한 그러하다.

이식(耳識)은 오직 소리[聲]만을 요별할 뿐이며 ‘이것은 소리이다’라고는 요별하지 못한다.
의식 또한 소리를 요별하는데 그러나 아직 그 이름을 요별하기 전이면 ‘이것은 소리이다’라고는 요별하지 못한다. 만일 그 이름을 요별할 수 있게 되면, 그때에는 비로소 소리도 요별할 수 있고 또한 ‘이것은 소리이다’라고도 요별할 수 있다.

비식(鼻識)은 오직 냄새[香]만을 요별할 뿐이며 ‘이것은 냄새이다’라고는 요별하지 못한다.
의식 또한 냄새를 요별하는데 그러나 아직 그 이름을 요별하기 전이면 ‘이것은 냄새이다’라고는 요별하지 못한다. 만일 그 이름을 요별할 수 있게 되면, 그때에는 비로소 냄새도 요별할 수 있고 또한 ‘이것은 냄새이다’라고도 요별할 수 있다.

설식(舌識)은 오직 맛[味]만을 요별할 뿐이며 ‘이것은 맛이다’라고는 요별하지 못한다.
의식 또한 맛을 요별하는데 그러나 아직 그 이름을 요별하기 전이면 ‘이것은 맛이다’라고는 요별하지 못한다. 만일 그 이름을 요별할 수 있게 되면, 그때에는 비로소 맛도 요별할 수 있고 또한 ‘이것은 맛이다’라고도 요별할 수 있다.

신식(身識)은 오직 감촉[觸]만을 요별할 뿐이며 ‘이것은 감촉이다’라고는 요별하지 못한다.
의식 또한 감촉을 요별하는데 그러나 아직 그 이름을 요별하기 전이면 ‘이것은 감촉이다’라고는 요별하지 못한다. 만일 그 이름을 요별할 수 있게 되면, 그때에는 비로소 감촉도 요별할 수 있고 또한 ‘이것은 감촉이다’라고도 요별할 수 있다.

의식(意識)은 [색 · 성 · 향 · 미 · 촉의 5경을 확정적으로 요별할 뿐만 아니라] 또한 모든 법(法, 즉 법경, 즉 정신적 대상)도 [불확정적으로도 또는 확정적으로도, 틀리게 또는 바르게] 요별한다.

이를테면 혹은 ‘나(我)’라고 집착하기도 하고 혹은, 내것[我所]이라고 집착하기도 하며, 혹은 아주 없다[斷]고 집착하기도 하고, 혹은 항상 있다[常]고 집착하기도 하며, 혹은 인(因)이 없다고 부정하기도 하고, 혹은 작용[作]이 없다고 부정하기도 하며 혹은 다시 손감(損減)시키기도 한다.

혹은 높다[尊]고 집착하기도 하고, 혹은 뛰어나다[勝]고 집착하기도 하며, 혹은 으뜸[上]이라고 집착하기도 하고, 혹은 제일[第一]이라고 집착하기도 하며, 혹은 청정(淸淨)하다고 집착하기도 하고 혹은 해탈(解脫)하였다고 집착하기도 하며, 혹은 벗어났다[出離]고 집착하기도 한다.

또는 미혹하고 의심하고 망설이기도 하며, 또는 탐내고 성내고 오만하고 어리석기도 하며, 또는 거칠다 하고 괴롭다[苦]하고 막힌다[障]고 하며, 또는 고요하다[靜]하고 미묘하다[妙]하고 여읜다[離]고 하며, 또는 질병과 같다 하고 종기와 같다 하고 화살과 같다 하고 괴롭히고 해치는 것[惱害]과 같다 하며, 또는 무상(無常)하다 하고 괴롭다 하고 공(空)하다 하고 나라는 것이 없다[無我]고도 한다.

또는 인(因)에 대하여는 원인이라 하고 쌓임[集]이라 하고 생김[生]이라 하고 연(緣)이라고 하며, 또는 멸(滅)에 대하여는 사라진다 하고 고요하다[靜]하고 미묘하다[妙]하고 여읜다[離]하며, 도(道)에 대하여는 길이라 하고 여(如)라고 하고 행(行)이라 하고 벗어난다[出]고 한다.

또는 인(因)이 있다고 하고 일어남[起]이 있다고 하며, 또는 이런 도리가 있다고 하고, 또는 이러한 일이 있다고 하며, 또는 이치대로 이끈 바[如理所引]를 요별하고, 또는 이치대로 이끌지 않은 것을 요별하며, 또는 이치대로 이끈 바가 아닌 것과 이치대로 이끌지 않은 것도 아닌 것을 요별한다.
— 《아비달마식신족론》, 제6권, 〈4. 소연연온(所緣緣蘊)〉. 한글본

### 심려결탁·추탁·추구탁
심려(審慮)의 한자어 문자 그대로의 뜻은 '살피고 생각하다'로 심사숙고(深思熟考: 깊이 생각하고 깊이 고찰하다)를 뜻한다. 《구사론》에 따르면 심려(審慮)는 결탁(決度: 확인 판단)과 함께, 정견(正見: 바른 견해)이건 악견(惡見: 잘못된 견해)이건 모든 견(見: 견해)의 마음작용의 본질[性] 또는 공능(功能)을 이룬다. 결탁(決度, 산스크리트어: saṃtīraṇa)의 한자어 문자 그대로의 뜻은 '판단하고[決] 헤아린다[度]'인데, 불교에서는 '확인 판단'의 뜻의 용어로 사용되고 있어, 한자어 문자 그대로의 뜻과는 차이가 있다.
《구사론》에서는 심려결탁(審慮決度)이 곧 견(見: 견해)이라고 말하고 있는데, 보다 정확히는, "심려한 후 결탁하는 것을 견(見: 견해)이라 이름한다[審慮為先決度名見]"고 말하고 있다. 그리고, 6식(六識) 중 전5식은 '심려한 후 결탁하는 능력', 즉 견(見)의 능력을 지니고 있지 않으며 이 능력은 6식 중에서 오직 제6의식만이 가지고 있다고 말하여, 전5식과 제6의식을 분별하고 있다. 정확히 말하자면, 세친은 《구사론》에서 '제6의식만이 견(見)의 능력을 지니고 있다'는 식으로 표현하고 있지 않은데, 이런 표현은 마음과 마음작용의 이론, 즉 심 · 심소(心 · 心所) 이론에 어긋나는 표현이기 때문이다. 세친은 다음과 같이 표현하고 있다.
何故世間正見唯意識相應。以五識俱生慧不能決度故。

審慮為先決度名見。五識俱慧無如是能。以無分別是故非見。
— 《구사론》, 제2권. 한문본

어떠한 이유에서 세간정견(世間正見)은 오로지 의식(意識, 즉 제6의식)과 상응(相應)하는 것이라고 한 것인가?
5식(五識)과 구생(俱生, 함께 일어남)하는 혜(慧)는 능히 결탁(決度)하지 않기 때문이다.

'심려한 후 결탁하는 것[審慮為先決度]'을 일컬어 견(見)이라고 한다. 그런데 5식과 구생[俱, 함께 일어남]하는 혜(慧)는 이와 같은 공능[能]이 없으니, 무분별(無分別)이기 때문이다. 그렇기 때문에 [5식과 상응하는 혜는] 견(見)이 아니라고 할 수 있다.
— 《구사론》, 제2권. 한글본

또한 《구사론》과 《성유식론》에서는 '심려한 후 결탁하는 것[審慮為先決度]'을 추탁(推度: 추리 판단, 추리하여 판단함) 또는 추구탁(推求度: 추리하고 탐구하여 판단함)이라고도 말하고 있다. 추탁의 일반 사전적인 의미는 '추측하다, 미루어 짐작하다 헤아리다'인데, 불교 용어로서의 추탁의 의미와는 다소 차이가 있다.
한편, 부파불교와 대승불교에서는 모두 견(見: 견해)이 혜(慧: 판단, 지혜)의 특수한 경우, 즉 따로 명칭을 붙일만한 일부인 것으로 본다. 즉, 혜(慧)가 더 광범위한 개념인 것으로 본다.

## 같이 보기
- 사무량심
- 성유식론
- 상속 (불교)

## 참고 문헌
- 고익진 (1989). 《한국 고대 불교 사상사》. 동국대학교 출판부.
- 곽철환 (2003). 《시공 불교사전》. 시공사 / 네이버 지식백과. |title=에 외부 링크가 있음 (도움말)
- 권오민 (2000). 〈아비달마불교의 새로운 인식을 위한 시론〉. 《한국불교학》 제27집판.
- 권오민 (2003). 《아비달마불교》. 민족사.
- 세우 지음, 현장 한역, 송성수 번역 (K.949, T.1542). 《아비달마품류족론》. 한글대장경 검색시스템 - 전자불전연구소 / 동국역경원. K.949(25-149), T.1542(26-692). |title=에 외부 링크가 있음 (도움말)
- 세친 지음, 현장 한역, 권오민 번역 (K.955, T.1558). 《아비달마구사론》. 한글대장경 검색시스템 - 전자불전연구소 / 동국역경원. K.955(27-453), T.1558(29-1). |title=에 외부 링크가 있음 (도움말)
- 안혜 지음, 현장 한역, 이한정 번역 (K.576, T.1605). 《대승아비달마잡집론》. 한글대장경 검색시스템 - 전자불전연구소 / 동국역경원. K.576(16-228), T.1606(31-694). |title=에 외부 링크가 있음 (도움말)
- 제바설마 지음, 현장 한역, 송성수 번역 (K.947, T.1539). 《아비달마식신족론(阿毘達磨識身足論)》. 한글대장경 검색시스템 - 전자불전연구소 / 동국역경원. K.947 (25-1), T.1539 (26-531). |title=에 외부 링크가 있음 (도움말)
- 운허.  동국역경원 편집, 편집. 《불교 사전》. |title=에 외부 링크가 있음 (도움말)
- (중국어) 星雲. 《佛光大辭典(불광대사전)》 3판. |title=에 외부 링크가 있음 (도움말)
- (중국어) 세우 조, 현장 한역 (T.1542). 《아비달마품류족론(阿毘達磨品類足論)》. 대정신수대장경. T26, No. 1542, CBETA. |title=에 외부 링크가 있음 (도움말)
- (중국어) 안혜 조, 현장 한역 (T.1606). 《대승아비달마잡집론(大乘阿毘達磨雜集論)》. 대정신수대장경. T31, No. 1606, CBETA. |title=에 외부 링크가 있음 (도움말)
- (중국어) 연수(延壽) (T.2016). 《종경록(宗鏡錄)》. 대정신수대장경. T48, No. 2016, CBETA. |title=에 외부 링크가 있음 (도움말)
- (중국어) 제바설마 조, 현장 한역 (T.1539). 《아비달마식신족론(阿毘達磨識身足論)》. 대정신수대장경. T26, No. 1539, CBETA. |title=에 외부 링크가 있음 (도움말)